# Ledyard (Nova York)
Ledyard é uma cidade do condado de Cayuga, Nova York, Estados Unidos. A população era de 1.832 habitantes no censo de 2000. O nome da cidade é uma homenagem ao General Benjamin Ledyard, um dos primeiros moradores.
A Cidade de Ledyard fica na extremidade ocidental do condado e a sudoeste de Auburn, Nova York.
O Wells College, fundado como uma faculdade feminina, está situado na vila de Aurora.